# Tetragnatha latro
Tetragnatha latro este o specie de păianjeni din genul Tetragnatha, familia Tetragnathidae, descrisă de Tullgren, 1910. Conform Catalogue of Life specia Tetragnatha latro nu are subspecii cunoscute.